# 大花花椒
大花花椒（学名：Zanthoxylum macranthum）为芸香科花椒属下的一个种。

## 扩展阅读
- 維基物種上的相關：大花花椒